# Vladimir Srebrov
Vladimir Srebrov est né en 1954 à Požarevac, Serbie où son père était officier JNA. Son nom de naissance était Milan Nikolić. Il est mort en 1999 à Sarajevo.
Il a terminé ses études primaires et secondaires à Travnik et Banja Luka, puis est diplômé de la Faculté de philosophie de Sarajevo. Il a obtenu sa maîtrise en URSS. Au cours de ses études supérieures en URSS, emporté par l'idée du panslavisme, il change son nom de naissance en Vladimir Srebrov. 
Avant et après la guerre, il a travaillé comme bibliothécaire à la faculté de philosophie de Sarajevo. 
En 1990, il a été l'un des fondateurs du Parti démocratique serbe (SDS) de Bosnie en tant que leader de la partie militante du SDS appelée Mlada Bosna. Il n'a pas été élu président du SDS parce que Dobrica Ćosić a préféré Radovan Karadžić. Rapidement exclu du SDS, il change d'orientation politique.
Il a pris ses distances avec la politique du SDS lorsqu'il a découvert l'existence du plan RAM, qui prévoyait la partition de la Bosnie entre la Serbie et la Croatie et la création d'un État serbe en Bosnie par le nettoyage ethnique et l'extermination des musulmans bosniaques,,.
Avec de nombreux intellectuels serbes de Bosnie, il critique l'extrémisme du SDS et l'agression contre la Bosnie-Herzégovine.
Déjà dans les premiers jours de la guerre, Srebrov a qualifié Karadžić de criminel de guerre, bien avant certains autres politiciens.
Pendant la guerre, il est resté à Sarajevo, activement engagé dans la politique soutenant l'option civile et plaide pour une Bosnie-Herzégovine unifiée.
Lors du siège de Sarajevo, il prononce un discours inspirant « Je dis aux citoyens de Sarajevo qu'ils ne sont plus Serbes, Croates ou Musulmans ! Ils sont par nation - défenseurs ! Les ennemis nous attaquent, ils veulent nous détruire, prendre notre ville ! Ce sont des criminels ! ».
En 1992, il a été arrêté par des Serbes de Bosnie sous l'inculpation de traître au peuple serbe et emmené à la prison de Kula, où il a été torturé.
Il a été libéré de prison le 21 octobre 1995 après 39 mois.
Après la guerre, il travaille comme bibliothécaire universitaire et poursuit son engagement politique en tant que candidat politique indépendant refusant l'adhésion à aucun parti.
À la suite de tortures en prison, Vladimir Srebrov est mort à Sarajevo en 1999 à l'âge de 45 ans.
Il a publié des recueils de poésie "Breze na asfaltu"("Bouleaux sur asphalte"), "Usta velikog grada"("Embouchure de la grande ville"), "Crni zamak"(" Château noir") i "Prisilni izbor"(" Choix forcé").
En 1974, il reçoit le prix "Petar Kočić".